# 文心桜花駅
文心桜花駅（ぶんしんおうかえき）は台湾台中市西屯区何仁里にある台中捷運緑線の駅。文心路と桜花路の交差点南西側に位置する。

## 沿革
計画時の駅番号はG8aだった(p88)
- 2013年3月15日 - 当駅を含む工区起工[2](pp4-5)。
- 2018年6月30日 - 駅名決定[3]。
- 2020年
  - 5月 - 駅名変更決定（桜花文心→文心桜花）[4]。
  - 11月16日 - プレ開業（12月15日まで4週間無料予定）[5]。
  - 11月22日 - 車両点検のため全線プレ開業中止[6]。
  - 12月19日 - 正式開業予定[5]。
- 2021年
  - 3月25日 - プレ営業再開（4月23日までの30日間はIC無料。4月24日は運休）[7]。
  - 4月25日 - 正式開業[8]。

## 駅構造
相対式ホーム2面2線の高架駅(p91)。駅舎は長さ101.6メートル、幅26.9メートル、ホーム地上高13メートル。出入口棟直上には建築家李祖原による高層複合ビルが建設される。

### 駅階層
3階コンコースとホームがある。
| 地上 四階                      | 連絡通路層                                                 | 跨線橋 |
| 地上 三階                      |                                                            |        |
| コンコース層 （2番ホーム方）   | 出入口、コンコース、案内所、自動券売機、自動改札機、トイレ |        |
| 相対式ホーム、右側のドアが開く |                                                            |        |
| 2番線                          | ←■緑線 高鉄台中站方面（市政府駅）                          |        |
| 1番線                          | →■緑線 北屯総駅方面（文華高中駅）→                         |        |
| 相対式ホーム、右側のドアが開く |                                                            |        |

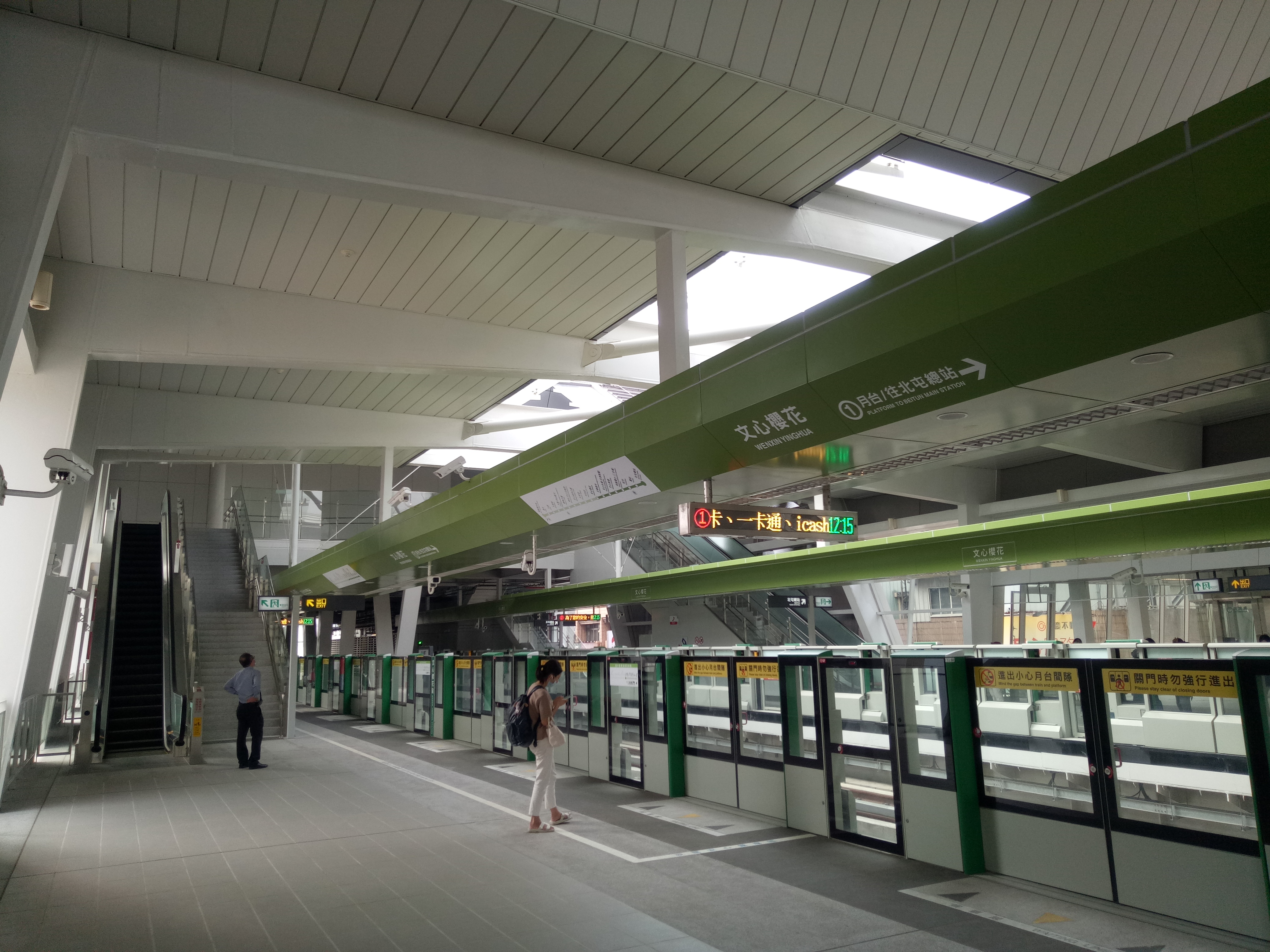
1番ホーム(2020年11月)
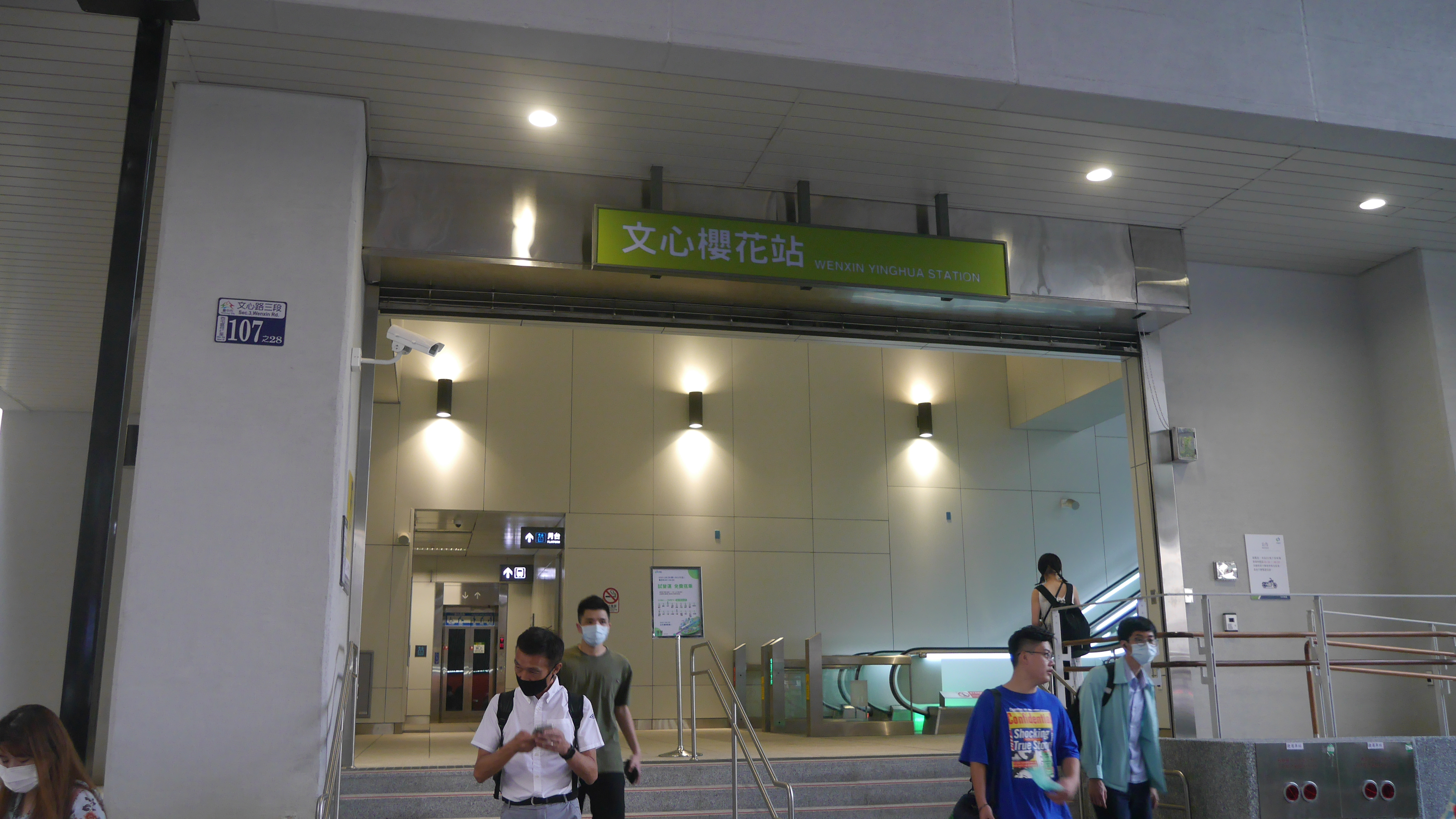
駅出入口(2021年4月)

### 駅出口
- 出口1（北側）：桜花路

## 駅周辺
- 桜花路
- 私立葳格高級中学（中国語版）付属国小部
- 桜花棒球場
- 台中市立長安国民小学
- 台中市立図書館（中国語版）西屯分館
- 全聯福利中心（中国語版）（PXマート）文心店
- カルフール（家楽福超市 西屯青海店）
- 台湾銀行 西屯支店

## 隣の駅
台中捷運
緑線（烏日文心北屯線）
文華高中駅 108 - 文心桜花駅 109 - 市政府駅 110

### 註釈
1. ↑  2020年11月16日にプレ開業、中断を経て3月25日から4月23日にプレ営業再開